# San Tropez
San Tropez è la quarta traccia dell'album Meddle, pubblicato nel 1971 dalla rock band britannica Pink Floyd. È stato uno dei brani candidati per essere inclusi nell'antologia Echoes: The Best of Pink Floyd.

## Il brano
A differenza degli altri brani dell'album, "San Tropez" non nasce da uno sforzo collaborativo, ma è accreditata al solo Waters, che la compose durante una vacanza in Francia e la portò in studio già completata. Il testo parla di Saint Tropez, un comune del dipartimento di Var, sulla Costa Azzurra, nel sud della Francia; il protagonista della canzone, cullato per troppo tempo da tutte le comodità che gli offre la cittadina, decide di chiamare la moglie, rimasta a casa, per comunicarle il suo ritorno. Quindi la canzone, anche se in modo velato ed ermetico, critica il lusso dei luoghi di vacanza, poiché, se troppo sfruttati, possono portare alla noia.
Musicalmente, il brano si compone di un ciclo di accordi su cui vengono innestati due assoli di strumenti differenti:
il primo assolo, a circa metà del brano, è un duetto fra due pedal steel guitar mentre il secondo, più lungo, verso la fine della canzone, è un'improvvisazione di pianoforte.

### «Making a date for Rita Pavone...»
Esiste una curiosa leggenda metropolitana circa la cantante italiana Rita Pavone, secondo la quale proprio in questo brano del disco Meddle, la Pavone verrebbe citata nel verso «I hear your soft voice calling to me / Making a date for Rita Pavone». A questo proposito, più volte intervistata, la cantante stessa afferma che nell'estate del 1973, mentre lavorava sulla Costa Azzurra, le venne segnalato che nel parterre fossero presenti alcuni membri del gruppo dei Pink Floyd. Anni dopo, coincidenza vuole che qualcuno le faccia dono di un libro sui Pink Floyd edito dalle edizioni Arcana, e che in questo, riprendendo il testo di San Tropez si trovi la frase di cui sopra.
Tuttavia, l'album Meddle è di ben due anni precedenti all'incontro riportato da Rita Pavone, il verso citato, inoltre, recita: «[...] later by phone» (come riportato nelle pubblicazioni ufficiali) e non: «[...] Rita Pavone». L'errore deriva dalla faciloneria di alcune pubblicazioni italiane degli anni settanta e sostenute dalla successiva versione della Pavone, la quale, nonostante le altrui smentite, ha continuato a dare la sua versione dei fatti probabilmente per interesse autopromozionale.

## Formazione
- Roger Waters - basso, chitarra acustica, voce
- David Gilmour - pedal steel guitar
- Richard Wright - pianoforte
- Nick Mason - batteria